# Курьяновская набережная
Курья́новская на́бережная — набережная, расположенная в районах Марьино и Печатники Юго-Восточного административного округа Москвы.

## Происхождение названия
Образована 6 ноября 2018 года из бывших Проектируемых проездов № 4293 и № 4386.
Получила название по микрорайону Курьяново, на юге которого расположена (в дополнение к существующими 1-й—4-й Курьяновскими улицами, 1-му и 2-му Курьяновским проездам и Курьяновскому бульвару).

## Расположение
Расположена между Донецкой улицей и парком технических видов спорта. Начинается в районе Марьино, проходит вдоль Москвы-реки под Сабуровскими мостами Курского направления Московской железной дороги, входит в район Печатники и поворачивает под прямым углом на северо-восток, затем через 190 метров ещё раз на северо-запад, проходит мимо складского комплекса АО «Курьяновское» (Курьяновского акцизного терминала) и заканчивается перед Парком технических видов спорта. 
 Справа примыкает Проектируемый проезд № 1481.

## Водоёмы
- Москва-река

## Здания и сооружения
В связи с упразднением Проектируемых проездов № 4293 и № 4386 будет произведена перенумерация ранее приписанных к ним домовладений.

## Транспорт
- По северо-западной (конечной) части набережной проходят маршруты автобусов №35 (Курьяновский терминал — метро «Люблино»), № 292 (Улица Гурьянова — Курьяновский терминал), № 703 (Саратовская улица — Курьяновский терминал) и № 736 (МЦД Курьяново — метро «Кожуховская»), которые имеют на ней конечную остановку «Курьяновский терминал»; по восточной части — маршруты №т74 (МЦД Курьяново — МЦД Вешняки), №762 (МЦД Курьяново — метро «Братиславская»), №957 (Метро «Марьино» — МЦД Курьяново).